# Bitwa pod Zabłociem
Bitwa pod Zabłociem – starcie zbrojne stoczone 14 lutego 1944 roku w miejscowości Zabłocie pomiędzy polskimi partyzantami z Batalionów Chłopskich (BCh) i Armii Krajowej (AK) a niemieckimi oddziałami SS, wspieranymi przez Ukraińską Policję Pomocniczą i formację kolaboracyjną złożoną z żołnierzy 14 Dywizji Grenadierów SS (Galizien).

## Przed Bitwą
Oddział partyzancki Stanisława Basaja, ps.„Ryś”, po połączeniu z Oddziałem Samoobrony Cywilnej z Iwanicz pod dowództwem Jana Ochmana ps.„Kozak”, zyskał siłę batalionu. Formacja ta przybyła zza Buga, uzbrojona m.in. w radzieckie karabiny maszynowe – jeden „Maxim”, po dwa „Tokariewy” i „Diegtiariewy”, a także 10 karabinów, amunicję i granaty.
Wzmocniony batalion „Rysia” planował atak na bazę UPA w Sahryniu, gdzie stacjonował 22-osobowy oddział ukraińskiej policji, który pełnił funkcję bazy rekrutacyjnej dla 14. Dywizji Grenadierów SS (Galizien). Wieczorem 13 lutego 1944 r. partyzanci przygotowywali się do akcji, zorganizowano sanie do transportu, a pierwsze grupy przemieściły się do punktu zbornego w kolonii Modryń.

## Bitwa
Rankiem 14 lutego 1944 r. niemiecka policja SS oraz żandarmeria z Dołhobyczowa i ukraińska policja rozpoczęły atak na Mircze i okolice. Ich działania zaskoczyły polskich partyzantów, którzy byli rozproszeni w terenie. Niemiecki oddział SS z Mircza rozpoczął marsz w kierunku wsi Górka, atakując z trzech stron. IV pluton Feliksa Zwolaka ps. „Szczygło” wraz z drużyną Wołyniaków „Kozaka” zostali okrążeni.
Zabłocie było bronione przez 40 partyzantów z plutonu „Szczygła” przed około 270 niemieckim SS-mannami. Niemcy atakowali z trzech stron, zmuszając obrońców do wycofania się do lasu Małkowskiego. Partyzanci, mimo braku karabinów maszynowych, starali się powstrzymać niemiecki napór.

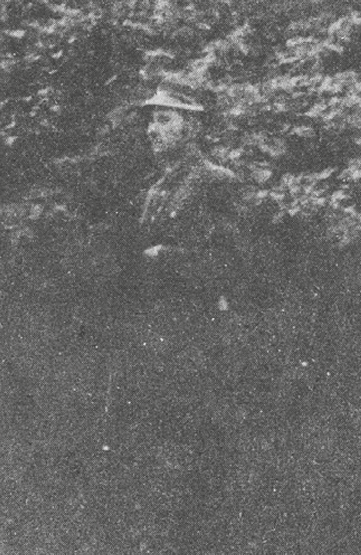
Stanisław Basaj "Ryś" przed bitwą pod Zabłociem

W lesie Małkowskim partyzanci skoncentrowali swoje siły, dokonali bilansu posiadanej broni i postanowili kontratakować. Wywiad ustalił, że Niemców nie ma w lesie, a Zabłocie się pali. Postanowiono uderzyć na Niemców od strony lasu Małkowskiego.
Polscy partyzanci przygotowali się do szturmu na Niemców, którzy przenieśli się w kierunku kolonii Górki. Partyzanci zaatakowali, ale ich natarcie zostało powstrzymane przez zmasowany ogień niemieckich karabinów maszynowych. W walkach na lewym skrzydle pluton AK Mieczysława Olszaka ps. „Hardy” nie wszedł do walki na czas, co spowodowało, że Niemcy mogli skupić się na walce z pozostałymi partyzantami.
W trakcie bitwy doszło do pomyłki - pluton „Hardego” zaatakował grupę zaporową partyzantów, co pozwoliło Niemcom na reorganizację i wycofanie się. Partyzanci, widząc przewagę wroga, zaczęli się wycofywać w stronę Anusina.
Bitwa zakończyła się po zmroku. Polskie oddziały wycofały się, a Niemcy również zaczęli się wycofywać w kierunku Rolikówki i Szychowic. 

## Po bitwie
W wyniku pomyłki pluton „Hardego” podjął działania, które ułatwiły oddziałom niemieckim wycofanie się z rejonu starcia. Jednocześnie grupy odwodowe dowodzone przez „Stępnia” i „Liścia”, liczące łącznie ponad stu partyzantów, nie wzięły czynnego udziału w walce..

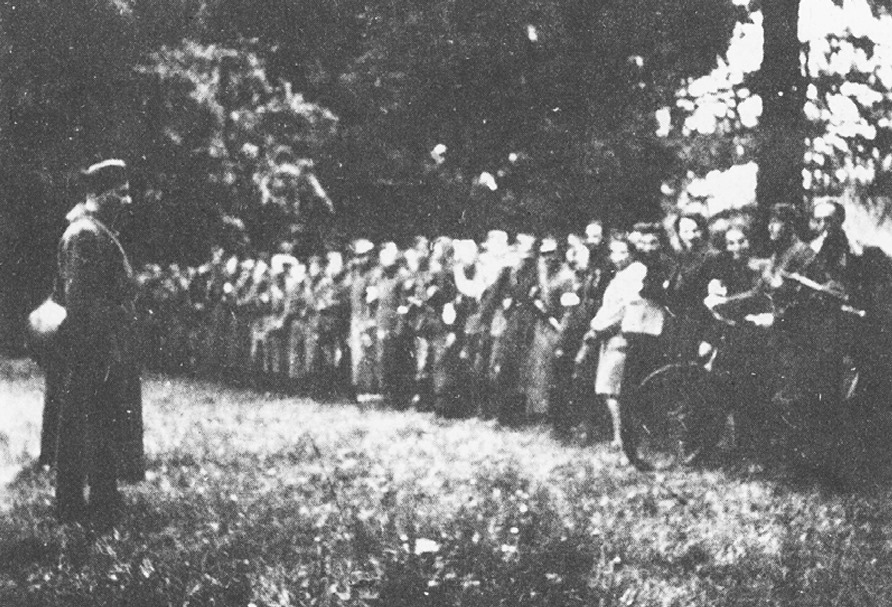
348 pluton „Kirgiz” Batalionów Chłopskich

Bitwa pod Zabłociem była jednym z bardziej wymagających starć polskich oddziałów partyzanckich z siłami niemieckimi podczas II wojny światowej. Mimo znacznej przewagi liczebnej i ogniowej przeciwnika, partyzanci stawili zacięty opór, zadając wrogowi dotkliwe straty. Starcie ujawniło jednak trudności w koordynacji działań między poszczególnymi grupami partyzanckimi oraz istotny wpływ nieprzewidzianych okoliczności na przebieg i ostateczny rezultat walki..